# Лехерт, Хильдегард
Марта Луиза Хильдегард Лехерт (нем. Marthe Luise Hildegard Lächert, 19 марта 1920, Берлин, Веймарская республика — 14 апреля 1995) — надзирательница нескольких концентрационных лагерей во время Второй мировой войны, нацистская военная преступница. После войны была дважды судима и приговорена в общей сложности к 27 годам тюремного заключения.

## Биография
Хильдегард Лехерт родилась 19 марта 1920 года. После окончания школы училась на портниху, но не завершила  обучение. В дальнейшем работала на фабрике. С апреля 1942 года служила в концлагере Равенсбрюк. В октябре 1942 года Лехерт поступила на службу в концлагерь Майданек в качестве надзирательницы. Здесь она была известна своей жестокостью: она натравливала собаку на беременную женщину и избивала заключённых обувью, обитой железом. В августе 1943 года из-за беременности прекратила службу. С апреля по июнь 1944 года Лехерт работала в сублагерях концлагеря Освенцим Буди и Райско. С января по апрель 1945 года была надзирательницой в концлагере Больцано.

### После войны
В 1946 году Лехерт была арестована и интернирована. В ноябре 1947 года предстала перед Верховным национальным трибуналом в Польше на Освенцимском процессе. 22 декабря 1947 года была приговорена к 15 годам лишения свободы. В 1956 году была амнистирована. После освобождения проживала в Гейдельберге и работала уборщицей в борделе. Впоследствии была завербована в ЦРУ, где сперва заработала неплохую зарплату и положительные характеристики. Но в апреле 1957 года из-за нарушений правил работы Лехерт была переведена из ЦРУ в недавно созданную систему ФРС в Западном Берлине, но вскоре была вновь уволена.
В 1975 году Хильдегард вновь предстала перед судом на 3-м процессе по делу о преступлениях в концлагере Майданек, вместе с Герминой Браунштайнер и Алисой Орловски. На суде выжившими узниками концлагерей открылись факты бесчеловечной жестокости Лехерт по отношению к заключённым. Свидетели называли её одной из самых жестоких надзирательниц, называя её «Зверем», «Страхом заключённых» и «Кровавой Бригидой». Одна из бывших узниц, Генрика Островски, рассказала, что «Лехерт избивала заключённых хлыстами до тех пор, пока у них не пойдёт кровь». Свидетели рассказали, что Хильдегард избивала до смерти беременных женщин, топила узниц в выгребных ямах туалетов, а также насмерть затравливала служебными собаками. Она с избиениями отбирала детей у женщин и бросала их в грузовики, отвозящие их в газовые камеры. По показаниям свидетелей, мучения жертв доставляли садистке Лехерт большое удовольствие. В итоге Хильдегард Лехерт была признана виновной в отборе узников для газовых камер и затравливании собаками. Связи с ЦРУ и ФРС не помогли Лехерт полностью избежать наказания. 30 июня 1981 года земельный судом Дюссельдорфа была приговорена к 12 годам лишения свободы, хотя прокурор Вольфганг Вебер восемь раз требовал для обвиняемой пожизненного заключения. Однако ей не пришлось отбывать тюремное заключение, так как ей засчитали срок в Польше и в предварительном заключении. Она умерла в 1995 году в возрасте 75 лет.